# Chkrootkit
chkrootkit (Check Rootkit) е Unix-базирана програма, целяща да помогне на системните администратори при проверката на техните системи за познати руткитове. Тя представлява шел скрипт, използващ стандартни UNIX/Linux инструменти като strings и grep, за да проверява системните файлове за характерни белези и да сравнява /proc файловата система с изхода на ps (process status) командата, търсейки разминавания.
Може да бъде стартирана от rescue disc (типичен жив диск) или да използва алтернативна директория, от която да стартира собствени копия на системните команди. Тези техники позволяват chkrootkit да има малко по-голямо доверие на командите, от които зависи.
Всяка програма, която се опитва да разкрива компрометирани системи (такива с руткит или вирус), страда от определени ограничения. По-новите руткитове опитват да открият и неутрализират копия на chrootkit, които се изпълняват, или предприемат други действия, за да избегнат възможността да бъдат открити.